# آناتولی فیرسوف
اناتولی فیرسوف (به روسی: Анатолий Фирсов - Anatoli Firsov) ورزشکار مرد رشتهٔ هاکی روی یخ اهل کشور اتحاد جماهیر شوروی است. وی در بین سال‌های ‎۱۹۶۴ تا ۱۹۷۲ میلادی در مسابقات بازی‌های المپیک زمستانی در مجموع ۳ مدال طلا را کسب کرد.